# Gabiden Azen
Gabiden Azen, né le 27 mars 1999, est un coureur cycliste kazakh.

## Palmarès sur piste

### Championnats d'Asie
- 2017
  -  Champion d'Asie de poursuite par équipes juniors (avec Logan Shtein, Ivan Zaitsev et Dmitri Lessechko)

### Championnats nationaux
- 2019
  -  Champion du Kazakhstan de poursuite par équipes (avec Robert Gaineyev, Assylkhan Turar et Igor Yussifov)
- 2020
  - 2e du championnat du Kazakhstan de poursuite par équipes
  - 3e du championnat du Kazakhstan de l'omnium
  - 3e du championnat du Kazakhstan de l'américaine
- 2021
  - 2e du championnat du Kazakhstan de l'omnium
  - 3e du championnat du Kazakhstan de poursuite par équipes
  - 3e du championnat du Kazakhstan de scratch
- 2022
  - 2e du championnat du Kazakhstan de l'américaine
  - 2e du championnat du Kazakhstan de course aux points
  - 3e du championnat du Kazakhstan de l'omnium

## Classements mondiaux
| Année         | 2019 |
| ------------- | ---- |
| UCI Asia Tour | 130e |